# Philippe Busquin
Philippe Busquin (Feluy, 6 de enero de 1941) es un político belga y miembro del Parlamento Europeo por la Comunidad francesa de Bélgica con el Partido Socialista, parte del Partido Socialista Europeo.
Comenzó su carrera como diputado en 1979, formando parte de la Cámara de Representantes hasta 1994, cuando pasó a ser senador. Ha ocupado diversos ministerios, como el de interior, educación, estado, asuntos sociales, Etc. En 1992 alcanzó el liderazgo del Partido Socialista, puesto en el que permanecería hasta 1999. En ese tiempo fue alcalde de Seneffe (1995-1999). En 1999 dejó de ser senador y líder de su partido para convertirse en miembro de la Comisión Europea, brazo ejecutivo de la Unión Europea. Sustituyó como comisario belga a Karel van Miert y ocupó la comisaría de Investigación.
- Datos: Q717058
- Multimedia: Philippe Busquin / Q717058